# Cleptocaccobius simplex
Cleptocaccobius simplex är en skalbaggsart som beskrevs av Antoine Boucomont 1923. Cleptocaccobius simplex ingår i släktet Cleptocaccobius och familjen bladhorningar. Utöver nominatformen finns också underarten C. s. meridionalis.